# 馬庫斯·瓊斯

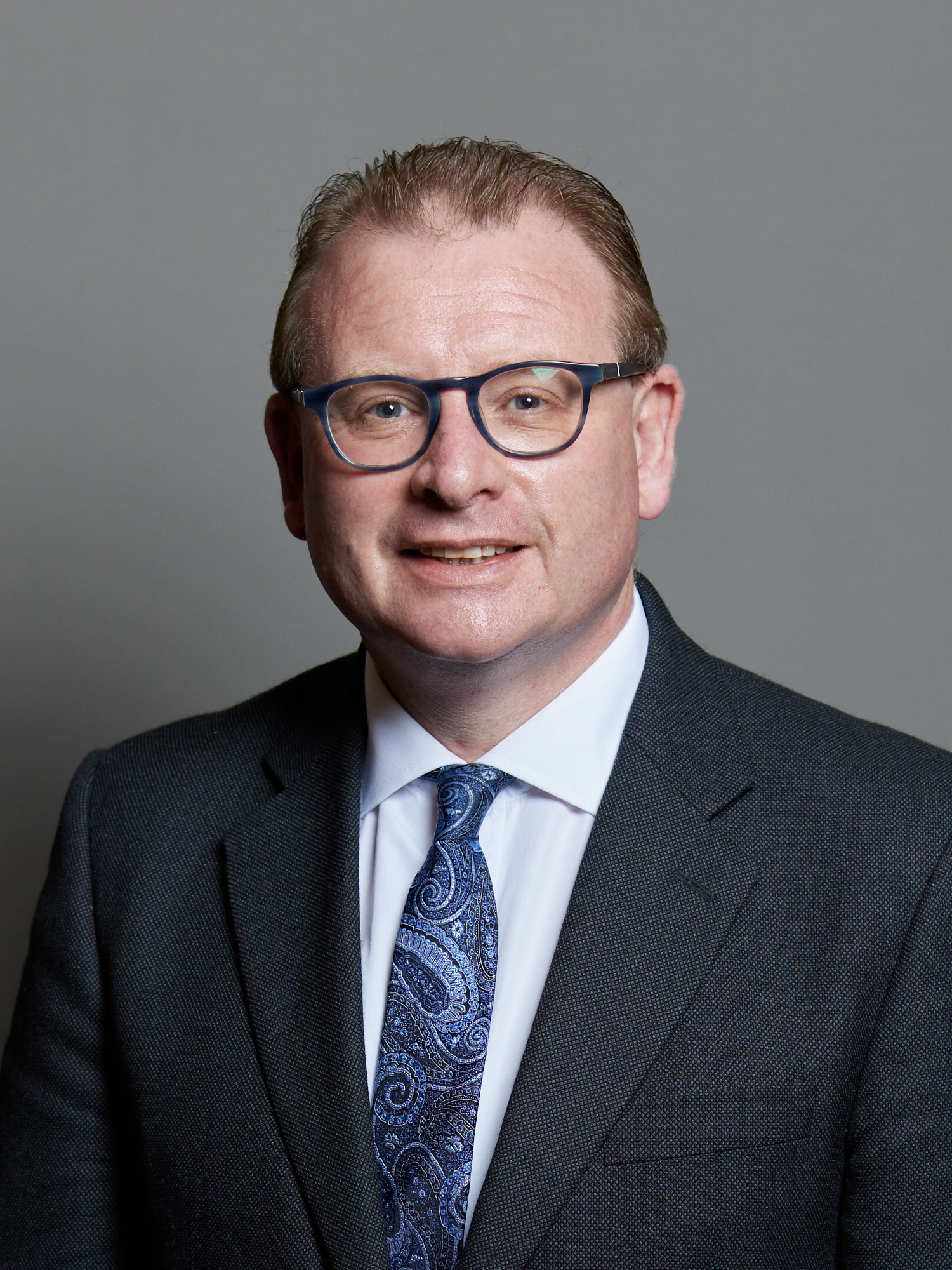
馬庫斯·瓊斯的官方照

馬庫斯·瓊斯爵士（英語：Sir Marcus Jones，1974年4月5日—）是一位英格蘭政治人物，他的黨籍是保守黨。自2010年開始，他擔任紐尼頓選區選出的英國下議院議員。他已經結婚並有兩個孩子。